# FTSE MIB指数
FTSE MIB指数（フッツィー（[ˈfʊtsiː]）エムアイビー、FTSE MIB、Financial Times Stock Exchange Milano Indice di Borsa）は、イタリア証券取引所における株価指数。同証券取引所に上場する銘柄のうち上位40銘柄で構成される、時価総額加重平均型株価指数である。算出はFTSEグループが行っている。

## 沿革
FTSE MIB指数のルーツは、Banca Commerciale Italiana（インテーザ・サンパオロの前身の一つ）の算出によるComit 30である。同指数は1992年12月31日の終値を基準値100として算出開始されたが、1994年10月17日、イタリア証券取引所による算出となったことを機会に1992年12月31日の基準値100は10,000へと換算され、名称をMIB 30指数に改められた。2003年6月2日にスタンダード&プアーズによる算出となったことを契機に、銘柄数を40とするS&P MIB指数へと改められ、その後2009年6月1日にFTSEグループの算出となったことを契機に現在の名称に変更、現在に至っている。

## イタリアの主な株価指数
FTSEグループの公表するイタリアの主な株価指数は、他に以下のものがあるが、FTSE MIBは特に知られ、イタリア証券取引所のベンチマーク株価指数として広く利用されている。
- FTSE MIB - イタリア国内の時価総額の8割を占める、大型株40銘柄で構成。本項で記述。
- FTSE Italia Mid Cap（イタリア中型株指数） - 中型株60銘柄で構成。主な銘柄として、デロンギ、サルヴァトーレ・フェラガモ、メディアセット、ユヴェントスFC、ピアッジオ、トッズ、ボローニャ・ボルゴ・パニゴーレ空港など。
- FTSE Italia Small Cap（イタリア小型株指数） - 小型株で構成。主な銘柄として、ASローマ、ピニンファリーナ、アヴィオなど。
- FTSE Italia All-Share（イタリア証券取引所全株指数） - 大型・中型・小型株を含む220以上の銘柄で構成。2009年にMIBTEL指数から改称。

## 指数の推移
Comit 30以来の指数の推移を示す。S&P MIB指数時代の2003年12月31日の取引終了後に、1997年12月31日の終値24,401.54を基準値とする算出方法の再定義が行われており、以下では、1997年以降は再定義後の算出方法に基づく数値を、1996年以前は当初の算出方法に基づく数値（Comit 30の時期についてはMIB 30指数と同様の表示に換算）を表示している。
| 年   | 年末終値  | 対前年増減率 |
| ---- | --------- | ------------ |
| 1992 | 10,000.00 |              |
| 1993 | 14,560.00 | 45.60        |
| 1994 | 14,748.00 | 1.29         |
| 1995 | 14,132.00 | -4.18        |
| 1996 | 15,697.00 | 11.07        |
| 1997 | 24,401.54 | 55.45        |
| 1998 | 35,426.16 | 45.18        |
| 1999 | 42,605.09 | 20.26        |
| 2000 | 43,661.68 | 2.48         |
| 2001 | 32,317.40 | -25.98       |
| 2002 | 23,508.44 | -27.26       |
| 2003 | 26,886.74 | 14.37        |
| 2004 | 30,903.00 | 14.94        |
| 2005 | 35,704.00 | 15.54        |
| 2006 | 41,434.20 | 16.05        |
| 2007 | 38,553.67 | -6.95        |
| 2008 | 19,459.53 | -49.53       |
| 2009 | 23,248.39 | 19.47        |
| 2010 | 20,173.29 | -13.23       |
| 2011 | 15,089.74 | -25.20       |
| 2012 | 16,273.38 | 7.84         |
| 2013 | 18,967.71 | 16.56        |
| 2014 | 19,011.96 | 0.23         |
| 2015 | 21,418.37 | 12.66        |
| 2016 | 19,234.58 | -10.21       |
| 2017 | 21,853.34 | 13.61        |
| 2018 | 18,324.03 | -16.15       |
| 2019 | 23,506.37 | 28.28        |
| 2020 | 22,232.90 | -5.41        |
| 2021 | 27,346.83 | 23.00        |
| 2022 | 23,706.96 | -13.31       |
| 2023 | 30,351.62 | 28.03        |

最高値
2000年3月6日　終値　50,108.56
最安値（算出方法再定義以降）
2012年7月24日　終値　12,362.51
2012年7月25日　最安値　12,295.76